# Ambalabe Befanjava
Ambalabe Befanjava è una città e comune del Madagascar situata nel distretto di Mahajanga II, regione di Boeny. 
La popolazione del comune rilevata nel censimento 2001 era pari a 4 395 unità.